# Claude Marchant
Claude Marchant, född 12 november 1919 i Fort Matte, South Carolina i USA, död 5 juni 2004 i Vasa församling i Göteborg, var en amerikansk-svensk koreograf och dansare.
Marchant etablerade sig som dansare på Broadway, och uppträdde bl a i  "Show Boat" på Ziegfeld Theatre och "Caribbean Carnival" på International. Han turnerade internationellt med Katherine Dunhams svarta danskompani, värvades av Lia Schubert till Balettakademin i Sverige 1967 och fick genast uppdraget att bygga upp dess filialverksamhet i Göteborg. Han kom att stanna i staden hela sitt liv och uppträdde även med sina elever i Marchant Dance Theatre.
Marchant är begravd på Västra kyrkogården i Göteborg.